# Мулявко, Владимир Иванович
Владимир Иванович Мулявко — советский хозяйственный, государственный и политический деятель, Герой Социалистического Труда.

## Биография
Родился в 1938 году на территории современной Львовской области. Член КПСС.
С 1950 года — на хозяйственной, общественной и политической работе. В 1950—1998 гг. — подпасок, чабан, военнослужащий Советской Армии, старший чабан овцеводческого совхоза / племенного завода «Коммунист» Акимовского района Запорожской области Украинской ССР.
Указом Президиума Верховного Совета СССР от 6 сентября 1973 года за большие успехи, достигнутые во Всесоюзном социалистическом соревновании, и проявленную трудовую доблесть в выполнении принятых обязательств по увеличению производства и заготовок продуктов животноводства в зимний период 1972—1973 годов присвоено звание Героя Социалистического Труда с вручением ордена Ленина и золотой медали «Серп и Молот».
За увеличение производства высококачественной продукции животноводства, применение прогрессивных технологий и повышение производительности труда был в составе коллектива удостоен Государственной премии СССР 1982 года.
Жил в селе Атманай Запорожской области.